# 阿莱西娅·阿里西
阿莱西娅·阿里西（義大利語：Alessia Arisi，1971年12月10日—），意大利女子乒乓球运动员。她曾代表意大利参加1992年和1996年夏季奥林匹克运动会乒乓球比赛，其中1992年奥运会仅参加女子单打小项，1996年奥运会参加女子单打和女子双打两个小项。